# Swetlana Podobedowa
Swetlana Nikolajewna Podobedowa (kasachisch/russisch Светлана Николаевна Подобедова, engl. Transkription Svetlana Podobedova; * 25. Mai 1986 in Sima) ist eine früher russische, jetzt kasachische Gewichtheberin.

## Werdegang
Swetlana Podobedowa aus Sima in der Oblast Irkutsk, die für Lok Sima startete, wurde schon als Zwölfjährige für das Gewichtheben entdeckt und seither in verschiedenen Leistungszentren trainiert. Bereits mit 20 Jahren gehörte sie zusammen mit Natalja Sabolotnaja und der Chinesin Liu Chunhong zu den weltbesten Gewichtheberinnen in der Klasse bis 75 kg Körpergewicht. Bis zum Jahre 2006 startete sie für Russland. Am 19. Juli 2006 wurde Podobedowa bei einer Trainingskontrolle des Dopings überführt und daraufhin bis 18. Juli 2008 vom internationalen Gewichtheberverband IWF für alle Wettkämpfe gesperrt.
Ihr erstes öffentliches Auftreten nach der Sperre fand bei den Weltmeisterschaften 2009 in Goyang statt, wo sie für Kasachstan antrat und mit drei neuen Weltrekorden alle drei Gold-Medaillen in der Klasse bis 75 kg holte. Damit waren die Weltrekorde auf 132 kg im Reißen, 160 kg im Stoßen und 292 kg im Zweikampf gestiegen, womit sie ihren eigenen Weltrekord vom 2. Juni 2006 um 6 kg verbesserte. Die 286 kg bleiben als Junioren-Weltrekord weiter bestehen. Zweite bei der WM 2009 wurde die in der Zweikampfwertung bei den Olympischen Spielen 2008 gedopte Chinesin Cao Lei.
Bei den Weltmeisterschaften 2010 in Antalya verbesserte sie den Weltrekord im Reißen auf 134 kg, im Stoßen auf 161 kg und den Rekord für die Gesamtwertung auf 295 kg, nachdem bei derselben Veranstaltung Natalja Sabolotnaja bereits die Weltrekorde auf 133 kg bzw. 293 kg steigern konnte. Seit dem 16. April 2011 ist jedoch Nadeschda Jewstjuchina im Stoßen Weltrekordhalterin mit 162 kg und verbesserte diesen Rekord am 10. November 2011 auf 163 kg.

## Erneutes Doping
Im Jahr 2016 wurde bei Doping-Nachtestes des Internationalen Olympischen Komitees festgestellt, dass Podobedowa ihre Olympiamedaille von London 2012 mit unerlaubten Mitteln errungen hatte. Sie gilt damit als Wiederholungstäterin; die Medaille wurde aberkannt.
Auch ihr Mann, der Gewichtheber Wladimir Sedow, fiel wiederholt durch Dopingvergehen auf.

## Internationale Erfolge/Mehrkampf
Bei Meisterschaften finden die Wertungen getrennt für das Reißen, das Stoßen und die Gesamtwertung statt; in der folgenden Tabelle sind jedoch nur die Platzierungen der Gesamtwertung aufgeführt.
| Jahr | Platz | Wettbewerb                          | Gewichtsklasse | |
| 2001 | 2.    | Jugend-EM in Klosterneuburg b. Wien | über 69 kg KG  | mit 187,5 kg, hinter Olha Korobka, Ukraine, 200 kg und vor Timea Huber, Ungarn, 165 kg                                           |
| 2002 | 4.    | Junioren-EM in Nuora/Italien        | bis 75 kg KG   | mit 215 kg, Siegerin: Natalja Sabolotnaja, Russland, 235 kg                                                                      |
| 2003 | 1.    | Junioren-EM in Valencia             | bis 75 kg KG   | mit 225 kg, vor Mayte Ballesteros, Spanien, 182,5 kg                                                                             |
| 2003 | 12.   | WM in Vancouver                     | bis 75 kg KG   | mit 230 kg, Siegerin: Nahla Ramadan, Ägypten, 262,5 kg vor Slawejka Ruschinska, Bulgarien, 252,5 kg                              |
| 2004 | 1.    | EM in Kiew                          | bis 75 kg KG   | mit 250 kg, vor Şule Şahbaz, Türkei, 247,5 kg und Christina Ioannides, Griechenland, 240 kg                                      |
| 2004 | 2.    | Junioren-WM in Minsk                | bis 75 kg KG   | mit 257,5 kg, hinter Nahla Ramadan, 260 kg und vor Yu Hongkian, China, 227,5 kg                                                  |
| 2005 | 1.    | EM in Sofia                         | bis 75 kg KG   | mit 262,5 kg, vor Walentina Popowa, Russland, 262,5 kg und Rumiana Petkowa, Bulgarien, 235 kg                                    |
| 2005 | 2.    | Junioren-WM in Busan                | bis 75 kg KG   | mit 262 kg, hinter Liu Chunhong, China, 273 kg und vor Irina Wlassowa, Kasachstan, 235 kg                                        |
| 2006 | 1.    | Junioren-WM                         | bis 75 kg KG   | mit 286 kg (128 kg + 158 kg) vor Sinta Darmaniani, Indien, 239 kg                                                                |
| 2009 | 1.    | WM in Goyang/Südkorea               | bis 75 kg KG   | mit 292 kg (132–160), vor Cao Lei, China, 269 kg (121–148) und Hripsime Churschudjan, Armenien, 267 kg (120–147)                 |
| 2010 | 1.    | WM in Antalya/Türkei                | bis 75 kg KG   | mit 295 kg (133–161), vor Natalja Sabolotnaja, Russland, 293 kg (133–160) und Nadeschda Jewstjuchina, Russland, 283 kg (123–160) |

KG: Körpergewicht; WM: Weltmeisterschaft; EM: Europameisterschaft

## WM und EM: Einzelmedaillen
- WM-Goldmedaillen: 2009/Reißen, 132 kg – 2009/Stoßen, 160 kg – 2011/Reißen 131 kg
- WM-Silbermedaillen: 2011/Stoßen 156 kg
- EM-Goldmedaillen: 2004, Stoßen, 137,5 kg – 2005, Stoßen, 147,5 kg
- EM-Silbermedaillen: 2004, Reißen, 112,5 kg – 2005, Reißen, 115 kg

## Russische Meisterschaften
- 2005, 1. Platz, bis 75 kg KG, mit 272,5 kg vor Wiktorija Semjonowa, 240 kg

Erläuterungen
- alle Wettkämpfe im Zweikampf, bestehend aus Reißen und Stoßen,
- WM = Weltmeisterschaft,
- KG = Körpergewicht